# Kallahalli, Sira
Kallahalli là một làng thuộc tehsil Sira, huyện Tumkur, bang Karnataka, Ấn Độ.